# Tempête solaire de juillet 2012
La supertempête solaire de juillet 2012 est une tempête solaire majeure qui s'est produite le 23 juillet 2012, une semaine avant que la Terre ne traverse la région dans laquelle la tempête s'est propagée. Si la Terre avait été touchée, les dégâts matériels auraient été extrêmement importants, en particulier en ce qui concerne tous les équipements électroniques mais aussi les infrastructures des réseaux électriques.

## Contexte
La tempête du 23 juillet 2012 se produit moins de cinq mois après l'éruption solaire survenue le soir du 6 février. Cette éruption est alors considérée comme la plus forte éruption solaire depuis cinq ans. 

Selon les prévisions du National Oceanic and Atmospheric Administration des États-Unis, cette éruption de plasma solaire est arrivée sur notre planète le 8 février vers 12h. Il était prévu que la tempête solaire engendrée par cette éruption pourrait perturber les communications par satellite et les réseaux de distribution électriques, affecter la distribution d'électricité, les communications satellitaires, les GPS, les astronautes de la Station spatiale internationale et contraindre des compagnies aériennes à changer leurs routes pour éviter les régions polaires. Néanmoins, les particules transportées par la tempête de février, qui ont frappé la Terre à une vitesse de 6,44 millions de kilomètres par heure (1 800 km/s), ne mettaient « pas en danger » l'équipage de l'ISS d'après la NASA.

## Caractéristiques
Le 23 juillet 2014, deux ans jour pour jour après les faits, la NASA dévoile qu'une tempête solaire gigantesque a eu lieu en 2012 une semaine avant que la Terre ne passe dans cet axe. Selon l'agence spatiale américaine, il s'agirait de la plus grande tempête solaire survenue depuis 150 ans.

## Observations
Le déroulement de cette tempête a été observé très précisément par le satellite STEREO-A, qui surveille les tempêtes solaires. Ces observations ont permis aux scientifiques de conclure que seule la tempête solaire de 1859 avait atteint le même niveau que la tempête de 2012.

## Conséquences
Selon la NASA, le vent solaire aurait pu perturber le réseau électrique mondial et interrompre toutes les télécommunications, dont internet, ainsi que les transports aériens ou tout autre système reposant sur l'électricité. Selon un communiqué publié par l'agence spatiale américaine sur son site internet, cette tempête aurait pu « renvoyer la civilisation au XVIIIe siècle » car, comme le précise Daniel Baker de l'Université du Colorado, « si l'éruption avait eu lieu une semaine plus tard, la Terre aurait été en première ligne ». Selon les estimations de l'Académie nationale des sciences des États-Unis, une tempête de l'ampleur de celle de 1859 coûterait entre 600 et 2 600 milliards de dollars à l'économie des États-Unis et engendrerait des dégâts sans précédent si elle frappait la Terre. Ying D. Liu, professeur au principal laboratoire de la météorologie spatiale de la Chine, a estimé que la reprise économique d'un tel désastre se serait étalée entre 4 et 10 ans.

## Risque futur
Selon le physicien Pete Riley, qui a publié début 2014 un article sur le sujet dans le journal Space Weather, il y aurait 12 % de risque qu'une tempête solaire puissante touche la Terre dans les dix prochaines années.